# Logaršče
Logaršče je naselje v Občini Tolmin.